# 封放
封放（?—？），勃海郡蓨县（今河北省衡水市景县）人，前燕官员。

## 生平
永宁二年（351年）四月，后赵发生内乱，后赵渤海郡人逄约拥帅部众数千家归附冉魏，冉魏任命逄约为渤海郡太守。前任太尉刘准和渤海郡的土著豪强封放另外聚集部众自我防备。燕王慕容俊派遣封放的堂兄封弈讨伐逄约，派遣昌黎郡太守高开讨伐刘准和封放。
高开到达渤海郡后，刘准和封放迎接慕容氏的军队并投降。慕容俊任命封放出任渤海郡太守，之后封放在前燕慕容暐时期担任吏部尚书。

## 家族

### 父亲
- 封悛，慕容氏振威将军[5]

### 儿子
- 封孚，南燕太尉
- 封懿，北魏都坐大官、章安侯